# Новицкая, Вера Сергеевна
Вера Сергеевна Новицкая (урожденная Шильдер-Шульднер, по первому мужу — Махцевич; около 1873—?) — русская детская писательница.

## Биография
Окончила женскую гимназию в Санкт-Петербурге  в 1890 году, вышла замуж за Александра Владимировича Махцевича, который был уездным исправником Режицкого уездного полицейского управления (1901–03) и затем полицмейстером города Двинска (1903–05). 
В 1905–07 годах В. С. Махцевич проживала в Петербурге, по всей видимости без мужа. В 1906 году в издательстве А. Ф. Девриена были изданы две её книги: «Хорошо жить на свете! Из воспоминаний счастливой девочки» и «Веселые будни: Из воспоминаний гимназистки».
В 1908 году она стала помощницей содержательницы женской частной шестиклассной прогимназии в городе Лида Виленской губернии. Когда в том же году умерла основательница и начальница прогимназии Мария Константиновна Новицкая, Вера Сергеевна вышла замуж повторно, за мужа умершей Марии Константиновны, и стала содержательницей и начальницей учебного заведения, которое в 1910 году было преобразовано в гимназию.
В 1912–14 годах Вера Сергеевна под фамилией Новицкая издала в Санкт-Петербурге и Москве ещё 5 детских книг. Основной частью творчества Веры Сергеевны является серия повестей о девочке Марусе, сперва девятилетней, затем взрослеющей («Хорошо жить на свете», «Веселые будни», «Безмятежные годы», «Первые грёзы»).
Дальнейшая судьба Веры Сергеевны неизвестна.